# فهرست جنبش‌های نئوپاگانیسم
فهرست جنبش‌های نئوپاگانیسم (انگلیسی: List of modern pagan movements) نئوپاگانیسم، همچنین به عنوان «معاصر» یا «نوپاگان» شناخته می‌شود، طیف گسترده‌ای از گروه‌ها و افراد مذهبی را در بر می‌گیرد. اینها ممکن است شامل گروه‌های علوم خفیه، آنهایی که از رویکرد معنویت عصر نو پیروی می‌کنند، آنهایی که سعی در بازسازی ادیان قومی قدیمی دارند و پیروان دین پاگان یا ویکا باشد.